# Schoettella andina
Schoettella andina är en urinsektsart som beskrevs av Dìaz och Palacios-Vargas 1983. Schoettella andina ingår i släktet Schoettella och familjen Hypogastruridae. Inga underarter finns listade i Catalogue of Life.